# غونار هالفورسن
غونار هالفورسن (بالنرويجية البوكمول: Gunnar Halvorsen)‏ هو سياسي نرويجي، ولد في 24 يوليو 1945 في النرويج، وتوفي في 6 مارس 2006. حزبياً، نشط في حزب العمال. وقد انتخب عضو برلمان النرويج ‏.